# Pas d'Agua Negra
El Pas d'Agua Negra (castellà: Paso de Agua Negra) és un coll fronterer entre les repúbliques de Xile i Argentina, situat en la serralada dels Andes a una altura de 4.780 metres sobre el nivell mitjà del mar. Uneix la II Regió de Coquimbo, Xile amb la Província de San Juan, Argentina.

## Galeria

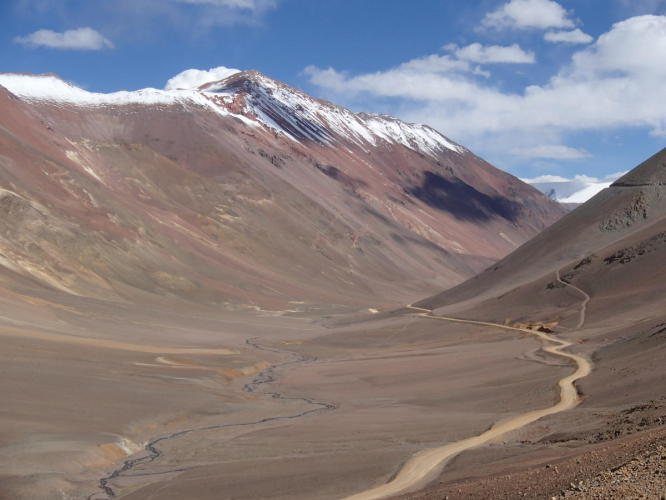
Pas de Agua Negra, costat argentí
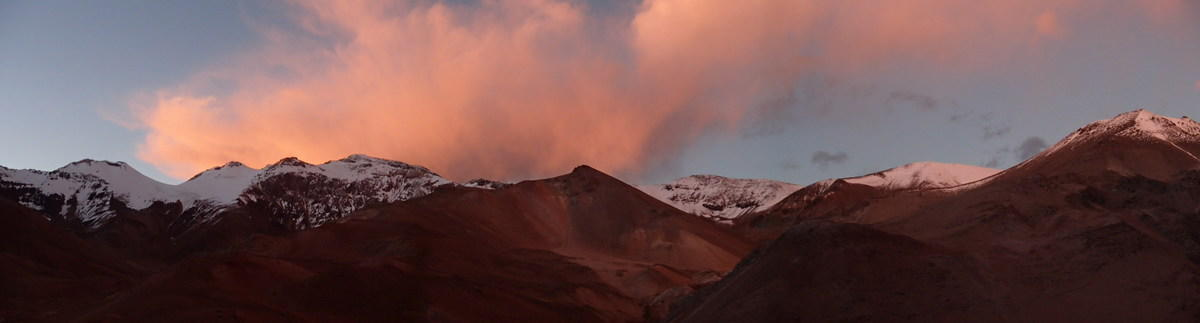
Pas de Agua Negra, costat xilè
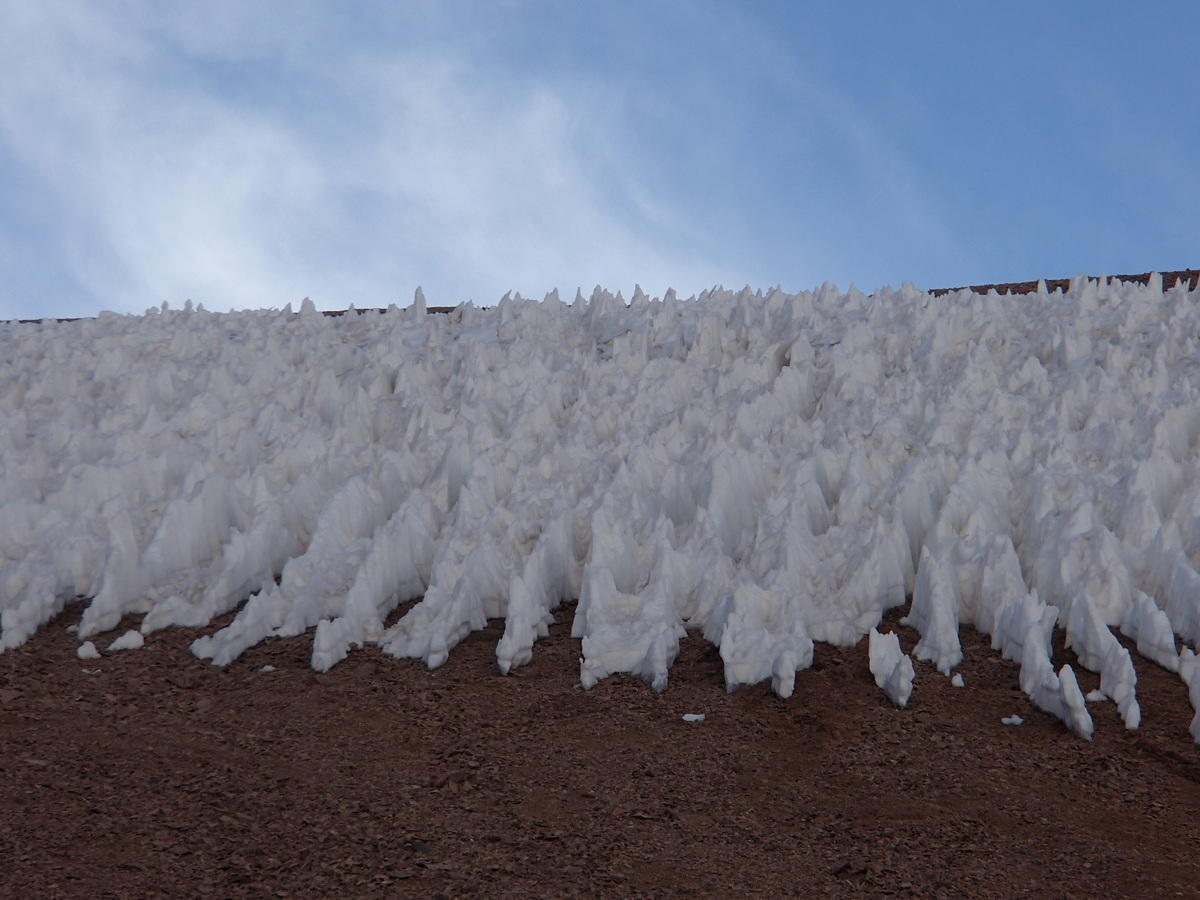
Penitentes a prop del cim